# 掌唇兰属
掌唇兰属（学名：Staurochilus）是兰科的一属。

## 下属物种
本属包括以下物种：
- Staurochilus loheriana (Kraenzl.) Christenson, 1994